# Мисс Интернешнл 1968
Мисс Интернешнл 1968 (англ. Miss International 1968) — 8-й конкурс красоты Мисс Интернешнл, который выиграла Мария да Глория Карвальо, представлявшая Бразилию. Он проведен 9 октября в Токио, Япония.

## Финальный результат
| Финальный результат  | Участница |
| -------------------- | --- |
| Мисс Интернешнл 1968 | - Бразилия — Мария да Глория Карвальо |
| 1-я вице-мисс        | - Швеция — Анника Хемминге |
| 2-я вице-мисс        | - США — Карен Энн МакГуарри |
| 3-я вице-мисс        | - Дания — Анника Хемминге |
| 4-я вице-мисс        | - Таиланд — Рунгтип Пиньо |
| Полуфиналистки       | - Колумбия — Розарио Барраза Вилла - Франция — Нэнси Галлерне - Индия — Сумита Сем - Израиль — Даниела Худ - Япония — Йоко Сунами - Республика Корея — Хии Жа-Ким - Дания — Доррит Францен - Филиппины — Ненита Туазон Рамос - Шотландия — Мари Смит - Швейцария — Ирен Стирли |

### Специальные награды
| Награда                    | Участница                             |
| -------------------------- | ------------------------------------- |
| Мисс Фотогеничность        | - Таиланд — Рунгтип Пиньо             |
| Мисс Дружба                | - Боливия — Ана Мария Уренда Амелунге |
| Лучший национальный костюм | - Колумбия — Розарио Барраза Вилла    |

## Участницы
| - ЮАР — Мари Винифред МакДональд - Германия — Маргот Шмалцридт (SF World 68) - Аргентина — Ана Инес Пуиггрос - Австралия — Моник Денис Хьюз - Австрия — Уберта Кесслер - Бельгия — Жанин Паттеу - Боливия — Ана Мария Уренда Амелунга - Бразилия — Мария да Глория Карвало - Канада — Патриция Лэйн - Шри-Ланка — Маенль Эриягама - Китай — Кристина Хаи Линг-Линг - Колумбия — Розарио Барраза Вилла - Республика Корея — Хи Джа-Ким - Коста-Рика — Ана Мария Ривера (Universe 68) - Дания — Доррит Францен - Испания — Йоланда Легаррета Ургийо - Эквадор — Энригета Валдез Enriqueta Valdez Fuentes - Шотландия — Мари Смит (Miss England at Europe 69) - США — Карен Анн МакКарри - Франция — Нелли Галлерне (SF World 68) - Индия — Сумита Сем - Англия — Глория Бест - Югославия — Татьяна Албахари - Израиль — Даниела Худ - Япония — Йоко Сунами | - Филиппины — Ненита Туазон Рамос - Финляндия — Сату Синикка Костиайнен - Греция — Фани Сакантани - Гватемала — Линда Элаине Калво - Нидерланды — Сесилль ван дер Лели - Индонезия — Сильвия Таливонгсо - Ирландия — Франсис Кларке - Италия — Ванна Торри - Люксембург — Мади Рейтер - Малайзия — Мазна Бинте Мохаммед Али (Universe 68) - Новая Зеландия — Аро T. Х. Манавату - Никарагуа — Надя Лиц Лакайо - Норвегия — Хидда Ли (World 68) - Уэльс — Кай Хаус - Пуэрто-Рико — Эльза Мария Шрёдер Мендез - Демократическая Республика Конго — Мари-Джос Басоко (Universe 70) - Сингапур — Мадлен Тео Ким Нео - Швеция — Анника Хемминге (3rd RU Europe 67) - Швейцария — Ирен Стирли - Французская Полинезия — Аниарии Виола Териитахи - Таиланд — Рунгтип Пиньо - Турция — Гал Устун - Уругвай — Соледад Гандос - Венесуэла — Йован Навас |

## Сноски
- Результаты «Мисс интернешнл» 1968 года
- Pageantopolis